# 彼得·夏特

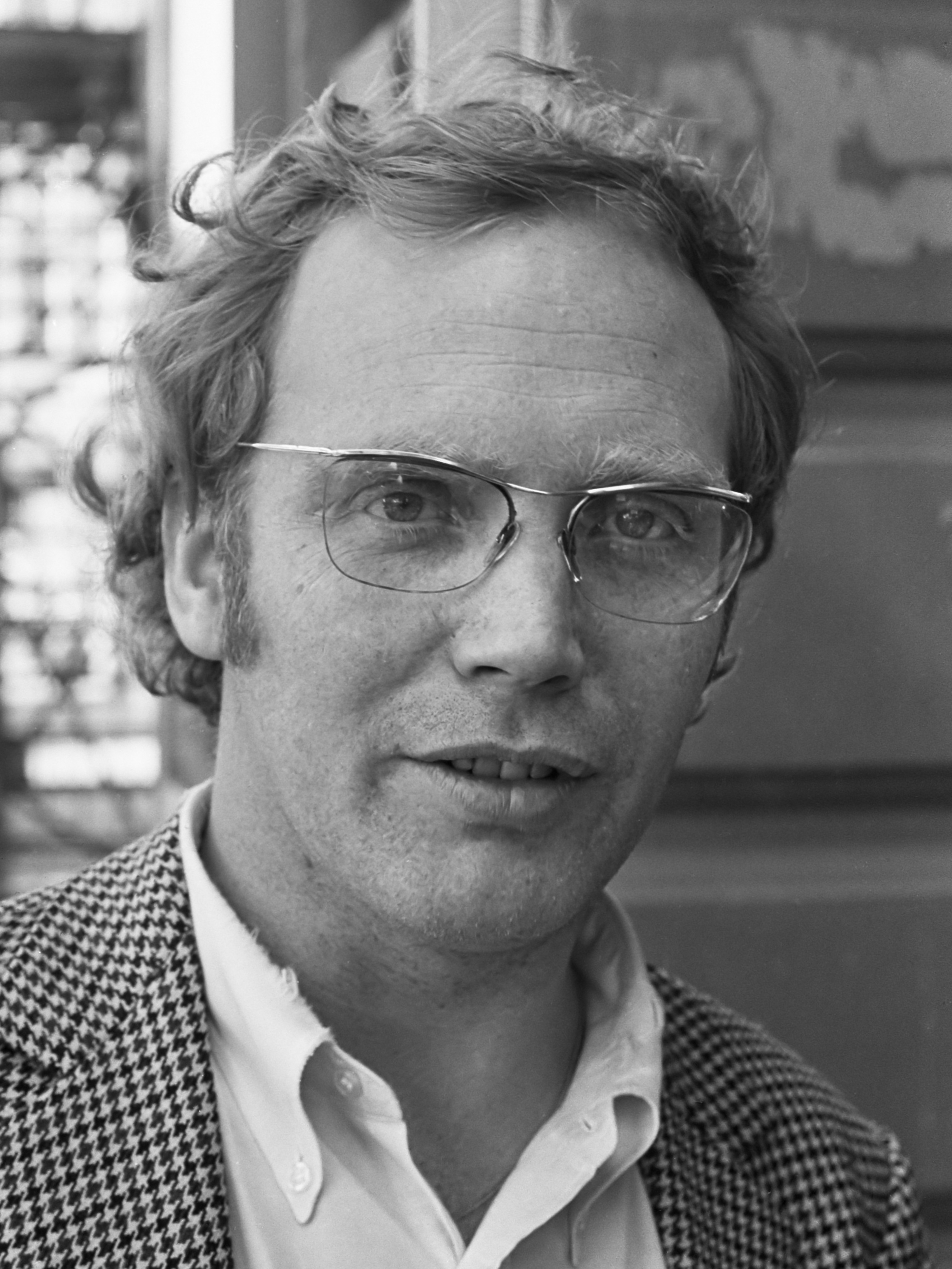
1968年的夏特

彼得·阿内·夏特（荷蘭語：Peter Ane Schat，1935年6月5日—2003年2月3日），又译作沙特，是一名荷兰作曲家。他出生于乌得勒支，曾是皮埃尔·布列兹的学生。创作多为先锋派风格。1969年，他与路易斯·安德里森等人一同创建了电子音乐工作室STEIM。1970年代他提出了“音钟”理论。他一共作有三部交响曲（1978，1983，2003），许多歌剧以及其他类型的作品，其中一部歌剧为《三打白骨精》（Aap verslaat de knekelgeest，1980）。2003年，夏特在阿姆斯特丹病逝。